# Брудерер, Паскаль
Паскаль Брудерер Висс (родилась 28 июля 1977 года, Баден, кантон Аргау, Швейцария) — швейцарский политик, президент Национального совета с 23 ноября 2009 по 29 ноября 2010 года.
С декабря 1997 по январь 2004 года Паскаль Брудерер была членом городского совета родного Бадена, одновременно с апреля 2001 по апрель 2002 года избиралась членом Большого совета кантона Аргау. В 2002 году была избрана в Национальный совет Швейцарии и в возрасте 24-х лет стала самым молодым членом Совета. Она сменила ушедшего в отставку Ханса Збиндена. Год спустя была повторно избрана в Национальный совет. После того как она была избрана в 2008 году вице-президентом Национального совета, депутаты традиционно проголосовали за неё в 2009 году, когда избирался президент Совета.
Паскаль Брудерер замужем, живёт в Оберзиггентале. В дополнение к своему мандату Национального совета, она с 2009 года является директором-распорядителем Лиги по борьбе с раком кантона Аргау.